# 序曲 (山田耕筰)
序曲 ニ長調（じょきょく にちょうちょう、独: Eine kleine Ouverture in D-dur）は、日本の作曲家、山田耕筰が作曲した序曲である。現在確認できる限りにおいて、日本人が作曲した最初の管弦楽曲であるとされている。

## 作曲の経緯
ドイツ・ベルリンの王立アカデミー高等音楽院に留学中に、指導教官のカール・レオポルト・ヴォルフの与えた管弦楽曲作曲課題として、1912年の2月から3月22日にかけて作曲された。
メンデルスゾーンやシューマンなどの、初期ロマン派の音楽を模範として作曲されている。

## 初演
1915年5月23日、帝国劇場にて行われた、東京フィルハーモニー会管弦楽部第1回公開試演において、作曲者指揮により初演された。

## 編成
フルート2、オーボエ2、クラリネット（A管）2、ファゴット2、ホルン2、トランペット2、ティンパニ、弦楽五部。

## 作品の概要
Allegro assai（二分音符＝100）、ニ長調、4分の4拍子、展開部を欠くソナタ形式。演奏時間3分31秒。
冒頭から、弦楽器で、音階を駆け上がるような第1主題が提示される。この主題が確保されると、楽器同士の下降音形のかけあいの形をとる推移部分となり、属調であるイ長調で流麗な、やや音域の広い第2主題が提示される。この主題もすぐに確保され、嬰ハ短調から嬰ヘ短調に転じつつ、第1主題に基づく新たな旋律が現れる。ニ長調の属七の和音が、偶成和音を挟みつつ11小節間引き延ばされ、ニ短調の響きに到達すると、意表をついて第1主題がニ長調で再現される。推移の部分は提示部よりも引き延ばされ、ニ短調への傾きを見せる。やがて、第2主題もニ長調で再現される。半音階的な低音の動きを伴って転調を重ねつつ、盛り上がっていった頂点で、ニ長調で曲を閉じる。

## 録音
世界初録音が販売されている。現在入手できる録音は、スリーシェルズ盤（齊藤一郎指揮、セントラル愛知）と世界初録音の２種類のみである。
- 湯浅卓雄指揮、ニュージーランド交響楽団（Naxos 8.555350J）